# Lakner Artúr

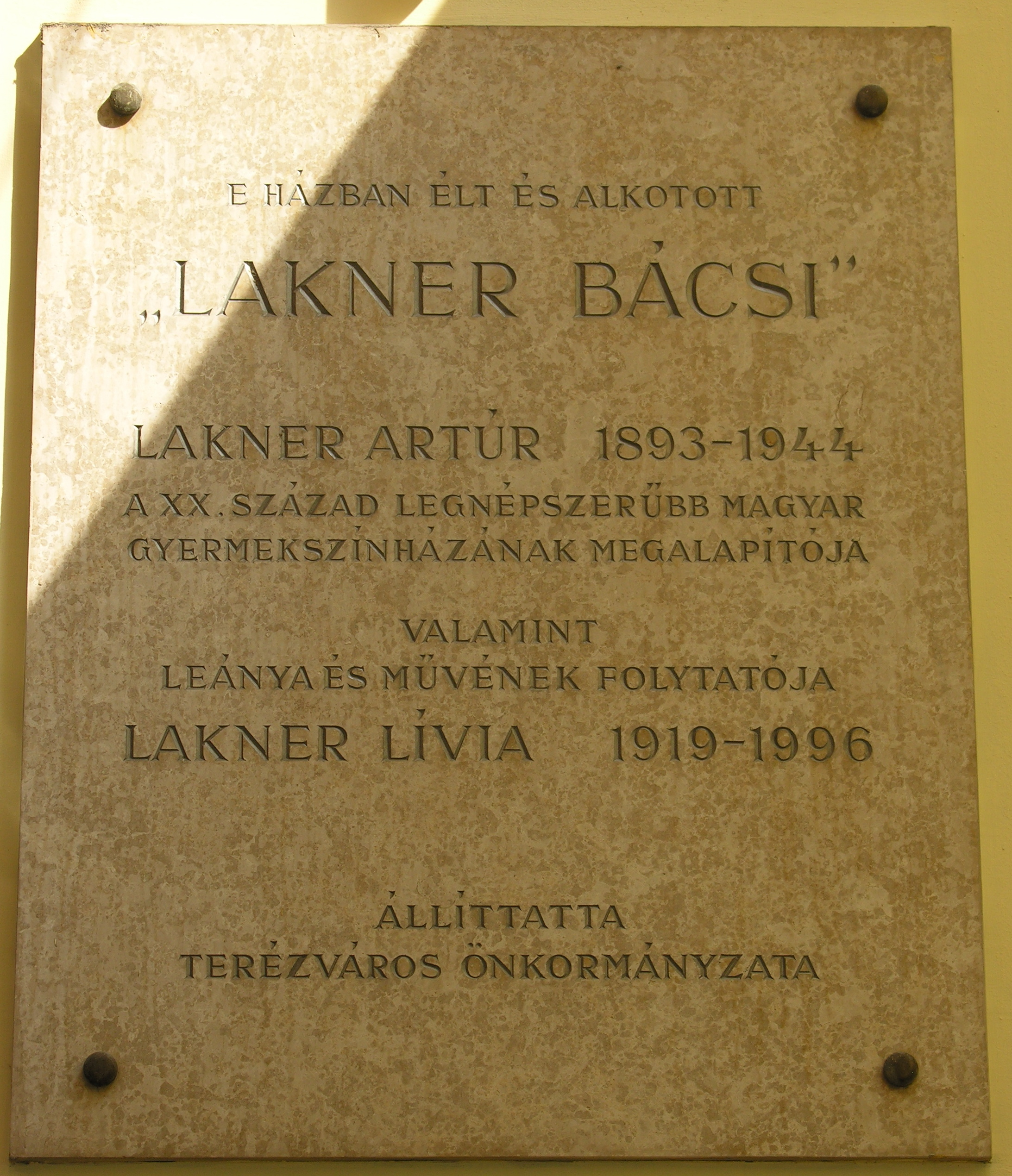
Lakner Artúr és Lakner Lívia emléktáblája,
Budapest, VI. kerület, Liszt Ferenc tér 10.

Lakner Artúr (Zólyom, 1893. április 7. – Németország, 1944.) magyar író, forgatókönyvíró, filmdramaturg, rendező, színházigazgató, Lakner Bácsi Gyermekszínházának alapítója.

## Élete
Lakner Jakab foltozósuszter és Krausz Róza fiaként született zsidó családban. Összesen 14-en voltak testvérek, akikből 10-en maradtak életben. Lakner Artúr az első világháborúban a fronton szolgált. 1916. november 12-én Budapesten, az Erzsébetvárosban feleségül vette a nála három évvel idősebb Wollner Ágnest, Wollner József és Kohn Mária leányát.
1919-ben a Corvin filmgyár dramaturgja volt, 1924-ig a filmgyár intézője. 1924-től Charlie Chaplin, Harold Lloyd, Buster Keaton némafilmjeinek egyéni humorú magyar felirataival tűnt fel. 1926-ban átvette a Royal Apollo filmszínház vezetését és 1937-ig mind a Royal Apollo, mind a hozzá tartozó 7 premiermozi igazgatója volt. Írt színdarabokat is. Zenés gyermekszíndarabjai főleg a Vígszínházban kerültek bemutatásra, ahol 1930-1938 között tartott állandó gyermekelőadásokat. Édes Mostoha című gyermek operettjéből 1935-ben filmet írt. 1935. november 3-án a Magyar Mozgóképszínházi és Filmipari Tisztviselők Országos Szövetségének társelnöke lett.
1935 novemberében a Magyar Film Iroda műtermében elkezdték az első magyar szinkron elkészítését és az alkotók dramaturgnak kérték fel. Az ő feladata volt, hogy a Négy és fél muskétás című film német szövegét magyarra igazítsa át. A Hófehérke című Walt Disney-filmben a hét törpe neveit (Tudor, Vidor, Morgó, Szende, Szundi, Hapci és Kuka) ő találta ki. A Fészek Klub örökös tagja volt.
1944-ben a zsidó származása miatt behívót kapott a Rökk Szilárd utcai gyűjtőtáborba. Ekkor orvosoktól próbált igazolást szerezni, hogy a szíve nem egészséges, a felhívott jó barátai pedig letették a kagylót, nem akarván abba a gyanúba keveredni, hogy egy zsidón segítenek. Az utolsó hír Kecskemétről érkezett róla, amikor a marhavagonba való beszállásra vártak a pályaudvaron, és ott is a sínek mellett az időt kihasználva, az elhurcolásra váró gyerekeknek játszott. Ezután Németországba hurcolták, ahol nyoma veszett. A budapesti központi járásbíróság 1945. március 15-ei dátummal holttá nyilvánította.
Nehéz lenne felsorolni azt a sok száz gyereket, aki neki köszönhette színészi vagy művészi pályáját, vagy akár későbbi hírnevét. A teljesség igénye nélkül „Lakner-gyerekek” voltak: Ruttkai Éva, Galambos Erzsi, Kishegyi Árpád, Lakatos Gabriella, Pataki Ferenc, Rónai András, Ferrari Violetta, Szombathelyi Blanka, Váradi Kató és Zsolnai Hédi.

## Kitüntetései
- Signum Laudis (1934)

## Művei
- Jégkirály Kincse (gyerekdarab, Lajtai Lajos zeneszerzővel)
- Füllentő Péter (dráma, 1932)
- Királyok kincse (dráma, 1932)
- Édes mostoha (regény és dráma, 1933)
- Csipkerózsika (dráma, 1936)

## Idézetek
Az élet megtanított arra, hogy pillanatnyi örömért ne áldozzam fel egész életem boldogságát.
Milyen jó lenne, ha az élet is olyan volna, mint a fekete palatábla az iskolában: ami velünk történik, azt mind krétával írná fel valami titkos kéz, és amikor visszatekintünk a múltra, egyszerűen letörölhetnénk azt, ami nem sikerült.